# Théâtre d'État de Mayence

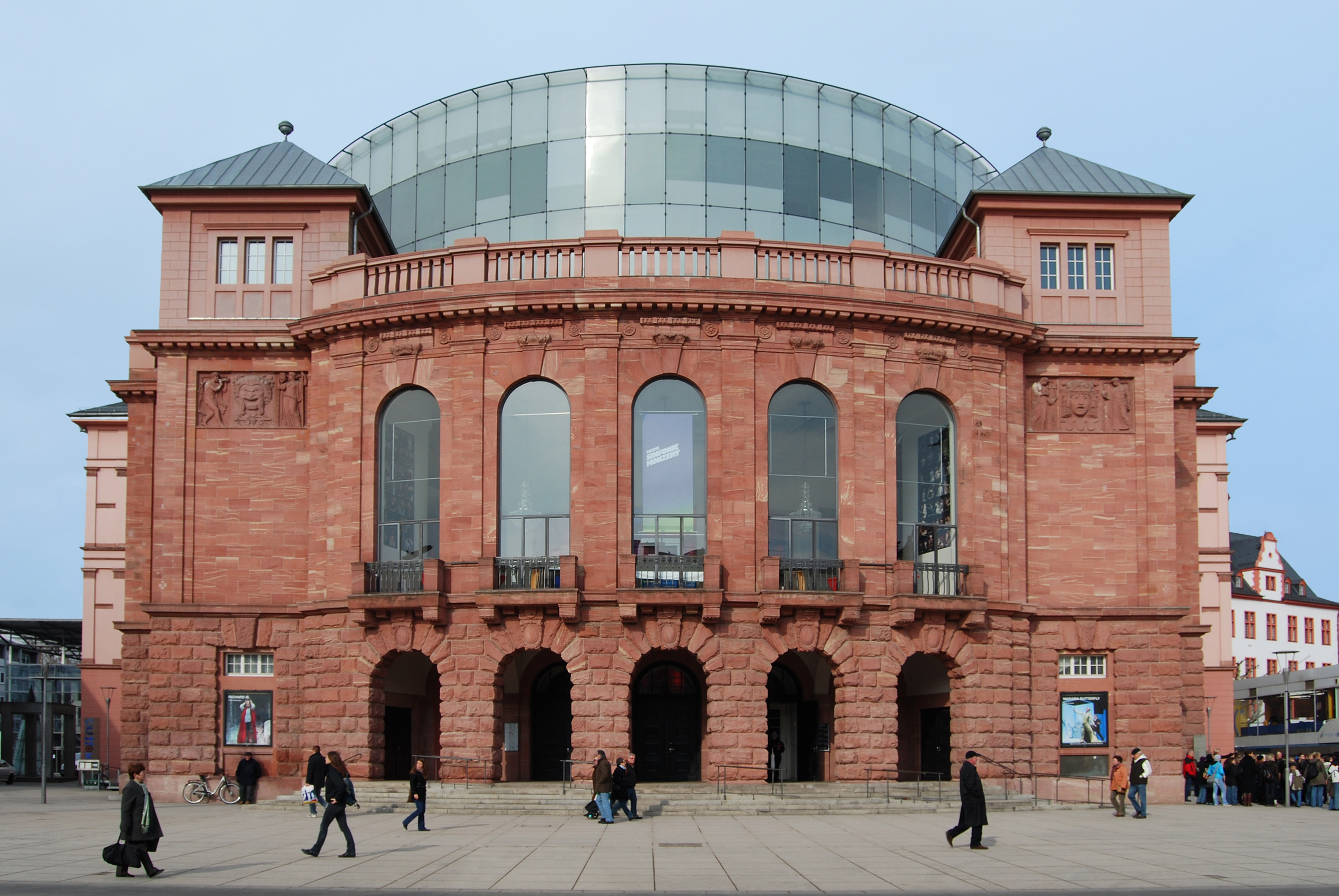
Le Théâtre d'État de Mayence après sa rénovation

Le Théâtre d'État de Mayence est un théâtre du Land de Rhénanie-Palatinat, créé en 1829 par Georg Moller sur la Gutenbergplatz créée par Eustache de Saint-Far.

## Histoire
Le Théâtre d'État de Mayence s’appelle théâtre de la ville de Mayence jusqu'en 1989. Il est construit de 1829 à 1833 dans le centre historique de Mayence par Moller (1784 - 1852), le chef constructeur de Grand-duché de Hesse.

## Architecture
- Rénovation 1975/1976
- Agrandissement en 1997 : la "Kleines Haus".
- Reconstruction en 1998 - 2001
- Ré-inauguration en 2001 avec un cylindre de verre abritant un restaurant sur le toit.

## Structure et offre
Le Théâtre d'État de Mayence se compose de :
- Großes Haus (Grande maison)
- Kleines Haus (Petite maison) (depuis 1997)
- TIC ("Théâtre im City", ancien cinéma)

Le programme du Théâtre d'État de Mayence couvre divers genres : la tragédie, le drame, la comédie, l'opéra, des concerts, des ballets, des fables de Noël et spécialement le Mainzer Fastnachtsposse, une comédie de carnaval.
Depuis 2009 Pascal Touzeau est directeur du ballet de Mayence compagnie - ballettmainz -,.